# Gratiola nana
Gratiola nana är en grobladsväxtart som beskrevs av George Bentham. Gratiola nana ingår i släktet jordgallor, och familjen grobladsväxter. Inga underarter finns listade i Catalogue of Life.